# Felice Varesi
Felice Varesi, italijanski operni pevec, baritonist * 1813, Calais, Francija, † 13. marec 1889, Milano, Italija.

## Življenje
Sprva je pel večinoma vloge v operah Gaetana Donizettija, po letu 1844 pa je redno nastopal na krstnih predstavah Verdijevih oper. Opazni sta bili vlogi Rigoletta v istoimenski operi ter očeta Germonta v Traviati.
1. ↑  Répertoire International des Sources Musicales — 1952.
2. 1 2 3 4  Archivio Storico Ricordi — 1808.